# Teatro dramático nacional de Liubliana
El Teatro dramático nacional de Liubliana es un teatro ubicado en la calle Erjavec (Erjavčeva cesta) en la ciudad de Liubliana, la capital de Eslovenia. Se encuentra al sudeste del Museo de Historia Natural de Eslovenia y al suroeste de la Universidad de Liubliana.
El Teatro Dramático Nacional de Eslovenia fue fundado en 1867, aunque el nombre actual, SNG DRAMA, data sólo de 1992. El edificio actual es un edificio de estilo Art Nouveau que originalmente fue el teatro alemán de la ciudad.

## Sucursales
El teatro es una de las tres sucursales del Teatro Nacional Esloveno (SNG).
- Teatro Nacional de Ópera y Ballet de Eslovenia de Liubliana
- Teatro dramático nacional de Maribor
- Teatro Nacional de Eslovenia Nova Gorica